# Burton upon Stather
Burton upon Stather est une paroisse civile et un village du Lincolnshire, en Angleterre.